# قرية رينبك (نيويورك)
قرية رينبك (بالإنجليزية: Rhinebeck (village), New York)‏ هي منطقة سكنية تقع في الولايات المتحدة في مقاطعة دوتشيز. يقدر عدد سكانها بـ 2,657 نسمة ومساحتها 4.2 كم2 وترتفع عن سطح البحر 61 متر.

## التركيبة السكانية
حدّد مكتب تعداد الولايات المتحدة بيانات التركيبة السكانية لقرية رينبك في تعداد الولايات المتحدة. في ما يلي، التركيبة السكانية حسب تعدادي 2000 و2010.

### تعداد عام 2000
بلغ عدد سكان قرية رينبك 3,077 نسمة بحسب تعداد عام 2000، وبلغ عدد الأسر 1,376 أسرة وعدد العائلات 691 عائلة مقيمة في القرية. في حين سجلت الكثافة السكانية 779 نسمة لكل كيلومتر مربع (2,017.6/ميل2). وبلغ عدد الوحدات السكنية 1,463 وحدة بمتوسط كثافة قدره 370.4 لكل كيلومتر مربع (959.3/ميل2).
وتوزع التركيب العرقي للقرية بنسبة 94.54% من البيض و1.92% من الأمريكيين الأفارقة و0.16% من الأمريكيين الأصليين و1.14% من الأمريكيين ذوي الأصول الآسيوية و1.14% من الأعراق الأخرى و1.10% من عرقين مختلطين أو أكثر و3.96% من الهسبانيون أو اللاتينيون من أي عرق.
بلغ عدد الأسر 1,376 أسرة كانت نسبة 20.8% منها لديها أطفال تحت سن الثامنة عشر تعيش معهم، وبلغت نسبة الأزواج القاطنين مع بعضهم البعض 40.7% من أصل المجموع الكلي للأسر، ونسبة 7.5% من الأسر كان لديها معيلات من الإناث دون وجود شريك، بينما كانت نسبة 2% من الأسر لديها معيلون من الذكور دون وجود شريكة وكانت نسبة 49.8% من غير العائلات. تألفت نسبة 43.6% من أصل جميع الأسر من عدة أفراد يعيشون في نفس المنزل ونسبة 22.7% كانت تتألف من شخص يعيش بمفرده يبلغ من العمر 65 عاماً أو أكثر. وبلغ متوسط حجم الأسرة المعيشية 2.00، أما متوسط حجم العائلات فبلغ 2.78.
بلغ العمر الوسطي للسكان 47.2 عاماً. وكانت نسبة 16.2% من القاطنين تحت سن الثامنة عشر، وكانت نسبة 4.8% بين الثامنة عشر والرابعة والعشرين عاماً، ونسبة 23% كانت واقعةً في الفئة العمرية ما بين الخامسة والعشرين والرابعة والأربعين عاماً، ونسبة 23.6% كانت ما بين الخامسة والأربعين والرابعة والستين، ونسبة 21.8% كانت ضمن فئة الخامسة والستين عاماً فما فوق. يوجد لكل 100 أنثى 83.0 ذكر، ويوجد لكل 100 أنثى في الثامنة عشر من عمرها فما فوق 76.4 ذكر.
بلغ متوسط دخل الأسرة في القرية 41,639 دولارًا، أما متوسط دخل العائلة فبلغ 57,000 دولارًا. وكان متوسط دخل الذكور 46,653 دولارًا مقابل 40,058 دولارًا للإناث. وسجل دخل الفرد الخاص بالقرية 28,773 دولارًا. وكانت نسبة 3.4% من العائلات ونسبة 9.2% من السكان تحت خط الفقر، وكان من هؤلاء نسبة 10.7% تحت سن الثامنة عشر ونسبة 6.4% في الخامسة والستين من العمر وما فوق.

### تعداد عام 2010
بلغ عدد سكان قرية رينبك 2,657 نسمة بحسب تعداد عام 2010، وبلغ عدد الأسر 1,284 أسرة وعدد العائلات 603 عائلة مقيمة في القرية. في حين سجلت الكثافة السكانية 672.7 نسمة لكل كيلومتر مربع (1,742.3/ميل2). وبلغ عدد الوحدات السكنية 1,424 وحدة بمتوسط كثافة قدره 360.5 لكل كيلومتر مربع (933.7/ميل2).
وتوزع التركيب العرقي للقرية بنسبة 91.87% من البيض و1.66% من الأمريكيين الأفارقة و0.04% من الأمريكيين الأصليين و2.11% من الأمريكيين ذوي الأصول الآسيوية و3.01% من الأعراق الأخرى و1.32% من عرقين مختلطين أو أكثر و6.66% من الهسبانيون أو اللاتينيون من أي عرق.
بلغ عدد الأسر 1,284 أسرة كانت نسبة 19.2% منها لديها أطفال تحت سن الثامنة عشر تعيش معهم، وبلغت نسبة الأزواج القاطنين مع بعضهم البعض 36.5% من أصل المجموع الكلي للأسر، ونسبة 7.9% من الأسر كان لديها معيلات من الإناث دون وجود شريك، بينما كانت نسبة 2.6% من الأسر لديها معيلون من الذكور دون وجود شريكة وكانت نسبة 53% من غير العائلات. تألفت نسبة 46.3% من أصل جميع الأسر من عدة أفراد يعيشون في نفس المنزل ونسبة 22.6% كانت تتألف من شخص يعيش بمفرده يبلغ من العمر 65 عاماً أو أكثر. وبلغ متوسط حجم الأسرة المعيشية 1.92، أما متوسط حجم العائلات فبلغ 2.74.
بلغ العمر الوسطي للسكان 49.6 عاماً. وكانت نسبة 18% من القاطنين تحت سن الثامنة عشر، وكانت نسبة 5.8% بين الثامنة عشر والرابعة والعشرين عاماً، ونسبة 18.9% كانت واقعةً في الفئة العمرية ما بين الخامسة والعشرين والرابعة والأربعين عاماً، ونسبة 30.5% كانت ما بين الخامسة والأربعين والرابعة والستين، ونسبة 26.8% كانت ضمن فئة الخامسة والستين عاماً فما فوق. وتوزع التركيب الجنسي للسكان بنسبة 44.6% ذكور و55.4% إناث.

## أعلام
- ريتشارد روبنز
- ريتشارد س. ميلر
- إلمر ستيل
- روفوس واينرايت
- وليم سيبروك
- بيتر ر. ليفينغستون
- باميلا كاتس
- توماس باتريك كولينز
- جوزيف مازيلو
- إدوين أ. كويك